# Kleinkastell Rheinbrohl
Das Kleinkastell Rheinbrohl war ein römisches Militärlager des Obergermanischen Limes, der im Jahre 2005 den Status des UNESCO-Weltkulturerbes erlangte. Die Fortifikation befand sich auf dem Gebiet der im heutigen rheinland-pfälzischen Landkreis Neuwied gelegenen Verbandsgemeinde Bad Hönningen, in deren Bereich der Obergermanisch-Raetische Limes sich von der Flussgrenze des Rheines – dem Niedergermanischen Limes – nach Osten hin lösend, zwischen der Ortsgemeinde Rheinbrohl und der Stadt Bad Hönningen seinen nördlichen Anfang nahm.

## Lage

Situationsplan zur Zeit der Untersuchungen durch die Reichs-Limeskommission (RLK).

Das Kleinkastell Rheinbrohl lag am nördlichen Rand des heutigen Gemeindegebietes von Rheinbrohl in unmittelbarer Nähe des Rheins. In antiker Zeit befand es sich hier direkt an einer inzwischen verlandeten Rheinschleife, etwa 200 Meter südlich des „Caput Limitis“ (lateinisch „Haupt des Limes“), des nördlichen Beginns des Obergermanischen Limes, dessen Überwachung der Besatzung der kleinen Fortifikation oblag. Der Limes nahm hier auf dem rechten Rheinufer seinen Anfang, gegenüber der auf der linken Rheinseite befindlichen Mündung des Vinxtbaches (von lateinisch: finis = „Grenze“), die dort die Grenze zwischen den Provinzen Germania inferior (Niedergermanien) und Germania Superior (Obergermanien) bildete.

## Historisch-strategischer Hintergrund
Der Limes umschließt in seinem nördlichen Abschnitt das Neuwieder Becken, eine alte Siedlungskammer, die schon früh in den strategischen Überlegungen der Römer eine große Rolle spielte. Bereits die beiden Brücken, die Gaius Iulius Caesar in den Jahren 55 und 53 v. Chr. über den Rhein schlagen ließ, haben vermutlich in diesem Bereich gelegen. Eine weitere römische Brücke wurde im Jahre 49 n. Chr. zwischen Confluentes, dem heutigen Koblenz und Ehrenbreitstein errichtet. Mehrere archäologische Entdeckungen am Unterlauf der Lahn seit 2009 verweisen dort auf militärische Aktivitäten möglicherweise offensiven Charakters in der claudisch-neronischen Zeit (41–68). Später, während der Chattenkriege (83–85) unter Kaiser Domitian (81–96) diente das Neuwieder Becken als Aufmarschbasis für militärische Operationen durch das Tal der Lahn. Vermutlich nach dem Ende der Feldzüge des ersten Jahrhunderts wurde mit dem Ausbau des Limes in dieser Region begonnen.

## Kastell

Grundriss und Querschnitte
(Ausgrabungen 1899)

Das Kleinkastell Rheinbrohl wurde im Herbst 1899 entdeckt und ausgegraben. Es handelte sich bei ihm um ein quadratisches Steinkastell mit rund 26 Metern Seitenlänge, was einer Gesamtfläche von etwa 0,07 Hektar entspricht. Der Innenraum des Lagers wurde von einem einzelnen Gebäude eingenommen, zur Trinkwasserversorgung diente ein Brunnen vor der östlichen Kastellmauer. Die mit ihrem einzigen Tor nach Südwesten, zum Rhein hin ausgerichtete Anlage war von einer 90 Zentimeter starken Wehrmauer umgeben, vor der sich als Annäherungshindernis zwei jeweils etwa sechs Meter breite und zwei Meter tiefe Spitzgräben befanden. Der Befund mehrerer Mauern unterhalb des Kastells, die bei den Ausgrabungen angeschnitten wurden, konnte nicht interpretiert werden.
Das Kastell wurde in der Regierungszeit des Commodus (180–192) an der Stelle einer älteren römischen Bebauung errichtet. Die vollständige Ausdehnung und ehemalige Funktion jener Bauten ließ sich jedoch zum Zeitpunkt der Ausgrabungen nicht mehr ermitteln. Zu einem nicht näher datierbaren Zeitpunkt, vermutlich in der Spätphase des Limes, fiel es der Zerstörung durch ein Feuer unbekannter Ursache zum Opfer. Über die Kastellbesatzung ist nichts bekannt, es dürfte sich um die Vexillatio (Detachement) einer in der Nähe stationierten größeren Auxiliareinheit gehandelt haben.
Von der Anlage ist heute nichts mehr erhalten, auch nicht unterirdisch. Das Gelände wurde durch neuzeitlichen Kiesabbau völlig zerstört.

## Limesverlauf vom „Caput Limitis“ bis zum Kleinkastell „Am Forsthofweg“

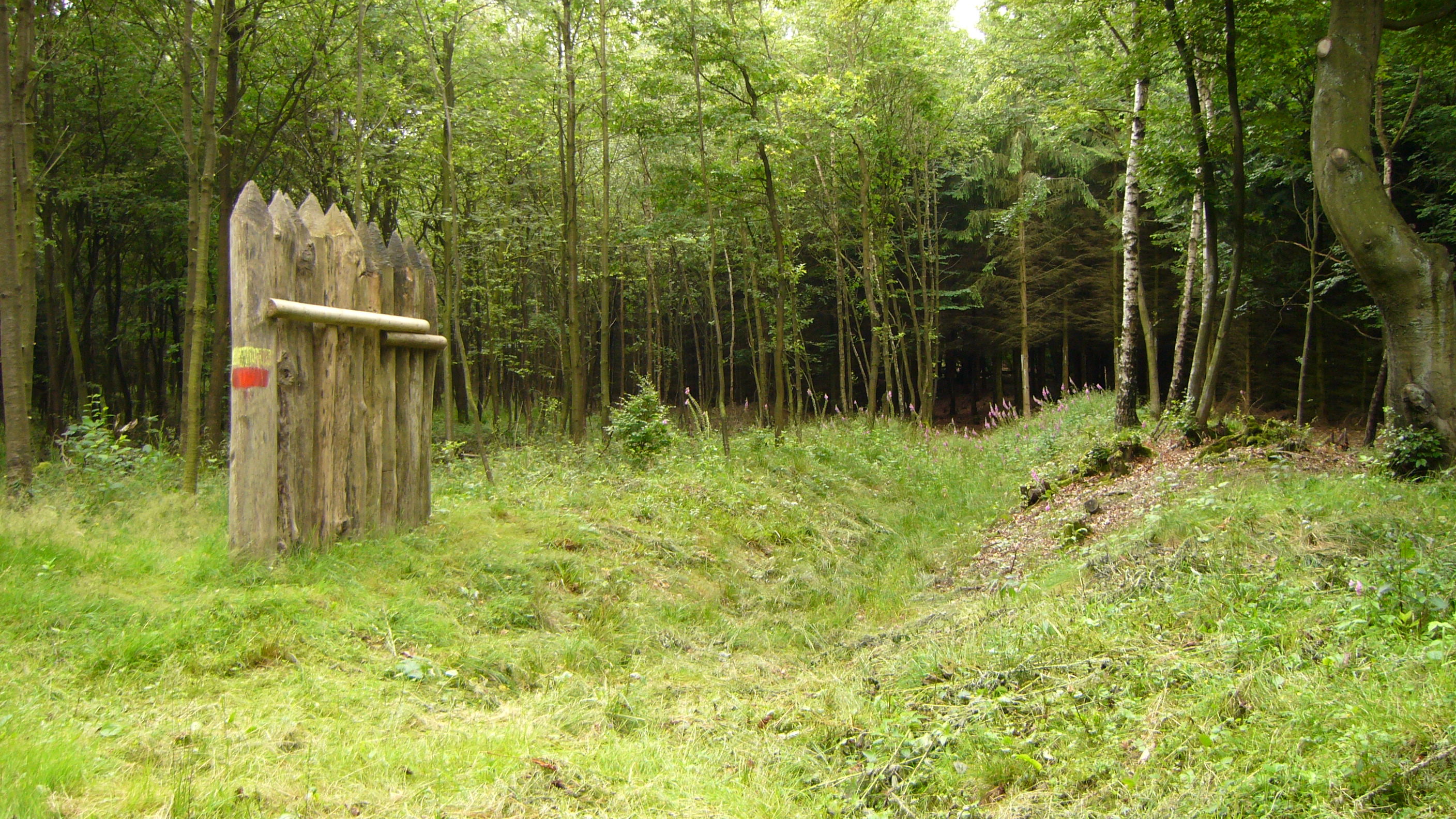
Limesgraben mit rekonstruierter Palisade an der Straße von Rheinbrohl nach Rockenfeld, zwischen den Wachtürmen Wp 1/10 und Wp 1/11

Der Obergermanische Limes ist im nördlichsten Abschnitt, zwischen seinem Anfangspunkt und dem Kastell Niederbieber in unterschiedlichen Zuständen erhalten. Insbesondere in den wenig besiedelten, bewaldeten Höhenzügen nordöstlich des Rheines sind noch zahlreiche Spuren sowohl des Limesgrabens selbst, wie auch seiner Wachtürme im Gelände zu sehen. Die Strecke ist heute durch den Limeswanderweg touristisch erschlossen.
Der Limes verlässt den Rhein und verläuft zunächst in nordöstliche Richtung, bevor er beim hypothetischen Wachturm Wp 1/4 nach Osten einschwenkt. Zu Beginn der Strecke sind, bedingt durch die moderne Bebauung des Geländes, keinerlei Spuren zu sehen, erst ab dem Wp 1/5 werden die Bodenverformungen der Limesbauwerke im Gelände sichtbar. Der Limes beschreibt einen sanften Bogen oberhalb des Nassenbachtals. Etwa im Bereich des heutigen Jagdhauses „Wilhelmsruh“, beim Wp 1/10, schwenkt er nach Südsüdosten hin ein, um sich am Wp 1/13 erneut nach Osten zu wenden, bis er schließlich das Kleinkastell „Am Forsthofweg“ erreicht. Insgesamt steigt der Limes auf seinem Weg vom Kleinkastell Rheinbrohl bis zum Kleinkastell „Am Forsthofweg“ um rund 310 Höhenmeter an.
Spuren der Limesbauwerke zwischen dem Kleinkastell Rheinbrohl und dem Kleinkastell „Am Forsthofweg“:
| ORL               | Name/Ort                    | Beschreibung/Zustand |
| ----------------- | --------------------------- | --- |
| Wp 1/1            |                             | Der ungefähre Beginn des Limes wird heute durch eine privat initiierte Rekonstruktion eines römischen Wachturms markiert, der sich auf etwa halber Strecke zwischen dem tatsächlich ehemaligen Standort des Wachturms und dem Kleinkastell Rheinbrohl befindet. Die originale Fundstelle ist durch Kiesabbau zerstört worden. Die Ausführung der Rekonstruktion entsprach bereits zu ihrer Entstehungszeit 1973 nicht den wissenschaftlichen Erkenntnissen über das Aussehen von Limeswachtürmen und ist in der Literatur entsprechend kritisiert worden. Zudem wurde bei der Erbauung der Rekonstruktion die vorher noch sehr gut erhaltene Wachturmstelle Wp 1/8 als Steinbruch ausgebeutet, was die dortigen Originalbefunde stark zerstörte. Neben der Wachturm-Rekonstruktion wurde eine Kopie der Grabstele des Pintaius, eines Signifers der Cohors V Asturum aufgestellt, derer Original jedoch nicht in Rheinbrohl, sondern in Bonn gefunden worden ist. |
| Wp 1/2 bis Wp 1/4 |                             | Nur vermutete, aber archäologisch nicht nachgewiesene Turmstellen. Die Annahme der Turmstellen Wp 1/2 und Wp 1/3 ist rein hypothetisch, die Vermutung der Turmstelle Wp 1/4 stützt sich auf eine hohe Konzentration keramischen Fundmaterials an dieser Stelle. Weitestgehend waren die relevanten Schichten der Untersuchungsbereiche jedoch durch Bach- und Regenabschwemmung des Lössbodens oder durch Sandgewinnung bereits abgetragen. Lediglich der Verlauf der Limeslinie selbst konnte an einigen Stellen noch nachgewiesen werden. Der Limes zieht sich in diesem Abschnitt aus der Rheinebene kommend allmählich über Arienheller zu den Höhenzügen des Rheinbrohler Walds hinauf. Im Gelände ist heute nichts mehr zu erkennen. |
| Wp 1/5            | „Am Berdelder“              | Kaum wahrnehmbare Bodenspuren eines ehemals 4,20 × 4,30 m großen Steinturms mit 85 bis 90 cm starken Mauern, 13 m hinter dem Wallgraben des Limes, der hier im Gelände sichtbar zu werden beginnt. Umgeben war der Turm von einem 1,35 m breiten und 70 cm tiefen Ringgraben, der vermutlich der Entwässerung diente. Vereinzelte Keramikfunde lassen die Annahme eines älteren, archäologisch nicht nachgewiesenen Holzturms an dieser Stelle zu. |
| Wp 1/6            |                             | Aufgrund des Abstandes zwischen Wp 1/5 und Wp 1/7 vermutete, aber archäologisch nicht nachgewiesene Turmstelle. Wall und Graben zeichnen sich in diesem Bereich jedoch noch deutlich im Gelände ab. |
| Wp 1/7            | „Auf der Steinbrink“        | Sichtbarer Schutthügel eines rechteckigen Steinturms, rund 20 m vom Palisadengraben des Limes entfernt. Die Seitenlängen betrugen 4,20 m × 4,30 m, die Mauer erreichte eine Mächtigkeit von 97 cm. Der Befund eines Pfostenlochs kann als wahrscheinliches Indiz für einen älteren Vorgängerturm interpretiert werden. Von der Galerie dieses Turmes aus konnte die gesamte Limesstrecke zurück bis zum Wp 1/1, vorwärts bis zum Wp 1/10, sowie das linke Rheinufer überschaut werden. Der Limeswall ist in diesem Bereich noch bis zu einer Höhe von zwei Metern erhalten, der Graben hingegen nur noch als schwache Mulde wahrnehmbar. |
| Wp 1/8            | „Auf Hottels Buchen“        | Konservierte Stelle zweier Steintürme und eines Holzturms. Die Turmstelle wurde 1894 von der Reichs-Limeskommission entdeckt und unter der Leitung des Streckenkommissars Georg Loeschcke ergraben. Über ein Jahrhundert später, in den Jahren 2005 und 2006, nahm die Generaldirektion Kulturelles Erbe Rheinland-Pfalz in insgesamt drei Kampagnen archäologische Nachuntersuchungen und eine anschließende Konservierung des Fundplatzes vor. Dies war erforderlich geworden, da die Grabungsschnitte der älteren Ausgrabungen nicht wieder verfüllt worden waren, so dass die Befunde durch die folgende, 110 Jahre andauernde Erosion stark angegriffen waren. Erschwerend hinzu kamen seit Anfang der 1970er Jahre wiederholte unsachgemäße Freilegungen, sowie insbesondere eine massive Zerstörung durch den Raubbau von Steinmaterial, welches 1973 für die Rekonstruktion der Turmstelle Wp 1/1 verwendet wurde. Holzturm Unter dem westlichen Steinturm konnte aufgrund zweier Pfostenlöcher, von denen eines noch die Pfostenstandspur enthielt ein hölzerner Vorgängerturm nachgewiesen werden. Der Holzturm besaß einen quadratischen Grundriss von 4,25 m Seitenlänge. Er war von einem unterbrechungsfreien Graben von 2,0 m bis 2,4 m Breite umgeben, der einen quadratischen Grundriss mit abgerundeten Ecken besaß und über eine erhaltene Resttiefe von 70 bis 94 Zentimetern verfügte. Die Seitenlängen betrugen – von Grabenmitte zu Grabenmitte gemessen – rund neun Meter. Die Verfüllung bestand aus sandigem Lehm mit Schutt von Grauwacke und Sandschiefer. Im obersten Bereich der Verfüllung fanden sich Keramikscherben, die vermutlich im Kontext mit dem Brandschutt des nachfolgenden Steinturms stehen. Die unteren Schichten des Grabens waren mit verziegeltem Lehm und Holzkohlepartikeln durchmengt. Westlicher, älterer Steinturm Dieser Steinturm wurde nach der Mitte des zweiten nachchristlichen Jahrhunderts genau an der Stelle des Holzturms errichtet, nachdem dieser einem Brand zum Opfer gefallen war. Er hatte einen rechteckigen Grundriss mit Seitenlängen von 4,4 m und 4,3 m. Seine Mauerdicke betrug im Aufgehenden durchschnittlich 90 cm, so dass sich eine relativ kleine Innenfläche von rund 2,5 m mal 2,5 m ergab. Ein Verputz konnte nicht nachgewiesen werden. Der Fundamentsockel sprang um fünf bis zehn Zentimeter vor und war 30 cm tief in den Boden eingebracht. Bei einer Entfernung von nur gut vier Metern von der Sohle des Wallgrabens und rund sieben Metern vom Palisadengraben war der Turm mit seinen Seiten parallel bzw. rechtwinklig zum Limesverlauf ausgerichtet. Die Turmkonstruktion bestand aus mit Lehm-/Kalkmörtel vermauerten Steinen aus Grauwacke, die wahrscheinlich später sekundär zur Errichtung des jüngeren Steinturms Verwendung fanden. Auf der nordöstlichen Seite des Turmes konnten die Pfostenspuren eines möglichen Baugerüstes festgestellt werden, das entweder zur Konstruktion oder zur Instandhaltung gedient haben kann. Östlicher, jüngerer Steinturm Der östliche Steinturm besaß einen quadratischen Grundriss mit einer Seitenlänge von 4,4 m (innen 2,6 m) bei einer Mauerstärke von 90 cm im Aufgehenden. Die 0,60 m eingetieften Fundamente sprangen um sechs bis zehn Zentimeter vor. Wie sein Vorgänger bestand der Turm aus mit Lehm-/Kalkmörtel vermauerten Grauwackesteinen. Ebenfalls wie bei seinem Vorgänger konnten keinerlei Reste von Verputz beobachtet werden. Ein rund 30 cm breiter und 20 cm tiefer, tonig-lehmiger Streifen, der auf der Südostseite des Turmes in 0,7 m Abstand parallel zum Mauerwerk verlief, wurde als mögliche Traufrinne angesprochen. In diesem Fall würde der geringe Abstand einen Dachüberstand zwischen 0,7 m und maximal 1,0 m erlauben, so dass ein außen umlaufender Gang mit ziemlicher Sicherheit ausgeschlossen werden kann. Limesdurchgang Im unmittelbaren Bereich der Turmstelle war der Wallgraben und wahrscheinlich auch der Wall auf eine Länge von 9,25 m unterbrochen. Hier wird einer der zahlreichen, für die Limesstrecken des Westerwaldes und des Taunus typischen Limesdurchgänge gewesen sein. Der eigentliche Übergang muss sich aber rund 100 m weiter in westnordwestlicher Richtung an einer Stelle befunden haben, an der eine alte Wegtrasse den Limes kreuzt. Ein entsprechender Durchlass wird dort vermutet, konnte und kann aber archäologisch nicht mehr nachgewiesen werden. Zwar waren Wall und Wallgraben unterbrochen, nicht jedoch die Palisade, was auf unterschiedliche Zeitstellungen hinweist, die sich mit dem allgemeinen Ausbauschema des Obergermanisch-raetischen Limes vereinbaren lässt. Interessant sind drei Gräbchen im Bereich der Grabenunterbrechung, von denen eins bereits von der Reichs-Limeskommission festgestellt und als Drainagerinne des Grabens interpretiert worden war. Aufgrund von zwei weiteren, während der Untersuchungen zu Beginn des 21. Jahrhunderts festgestellten Gräbchen (an denen auch die Verwendung von Keilsteinen konstatiert werden konnte), müssen die Befunde jedoch eher als Relikte verschiedener Sperrzäune zur Sicherung der Grabenunterbrechung angesprochen werden. Der zeitliche Zusammenhang zwischen den einzelnen Gräbchen sowie zwischen diesen und dem Palisadengraben ließ sich aufgrund sehr starker Störungen in dem Bereich nicht mehr klären. Funde und Inschrift Das Fundaufkommen an der Turmstelle setzte sich hauptsächlich aus gewöhnlicher Gebrauchskeramik des späten zweiten Jahrhunderts mit lediglich vier TS-Fragmenten zusammen. Positiv aus dem Rahmen fiel jedoch das Bruchstück eines Inschriftensteins aus dem Schutt des östlichen Steinturms, auf dem noch vier Textzeilen rudimentär erhalten waren: 4: [(---)L oder E] 5: [(.) Ulp(ius)] 6: [(..)sius] 7: [(Pr)aef(ectus)] Auf Grund von Analogien zu einem Inschriftenfund aus dem Kastell Saalburg interpretierte der Archäologe Thomas Becker den Fund als möglichen Weihestein für die Göttin Fortuna und schlug folgende, stark ergänzte Lesung vor: 1: [(Deae)] 2: [(Fort)] 3: [(una)e] 4: [M(arcus) Ulp(ius)] 5: [(..)sius] 6: [(Pr)aef(ectus)] 7: [(Coh VII)] 8: [Raet(orum)] 9: [V(otum) S(olvit) L(Libens) L(aetus) M(erito)] Übersetzt: „Der Göttin Fortuna (hat) Marcus Ulpius (..)sius, Präfekt der 7. Kohorte der Räter, sein Gelübde gerne, freudig und nach Gebühr erfüllt.“ Die Cohors VII Raetorum (equitata) war seinerzeit im südöstlich gelegenen, rund neun Kilometer Luftlinie entfernten Kastell Niederberg stationiert. Konservierung Um das Ensemble des Wp 1/8 vor weiterem Vandalismus zu schützen, wurden die Befunde nach den jüngsten Untersuchungen vollständig mit Erde abgedeckt. Die Gemeinde Rheinbrohl erwarb das Gelände und ließ eine Rekonstruktion der Mauern unmittelbar über den Originalbefunden errichten. Der gesamte Bereich wurde in einen kleinen Park integriert. |
| Wp 1/9            | „Am Beulenberg“             | Kaum wahrnehmbare Bodenspuren eines Steinturms an der Stelle eines älteren Holzturms, der von einem etwa zwei Meter breiten Ringgraben umgeben war. Der Steinturm stand 29,5 m von der Mitte des Wallgrabens entfernt. Der quadratische Turm hatte eine Seitenlänge von 4,10 m bei einer Mauerstärke von knapp 80 cm. Ein Rekonstruktionsvorschlag des Holzturms wurde an nicht historischer Stelle, rund 300 m südöstlich des Wp 1/8 und rund 150 m nordwestlich des Wp 1/9 als Aussichtsturm errichtet. |
| Wp 1/10           | „Auf dem Marsfeld“          | Etwa 100 m nordwestlich des Jagdhauses Wilhelmsruh befindet sich der gut sichtbare Schutthügel eines 20 m von der Mitte des Wallgrabens entfernt liegenden, quadratischen Steinturmes. Der Turm besaß eine Seitenlänge von knapp 4,40 m und eine Mauerdicke von 90 bis 95 cm. Um den Turm herum konnte eine relativ mächtige Kulturschicht nachgewiesen werden. Eine Stelle im Limeswall, die eine starke Brandschicht enthielt, wurde als Platz des hölzernen Vorgängerturms interpretiert. Der Limes erreicht hier die Wasserscheide zwischen Rhein und Wied. Er wurde im Bereich des Wp 1/10 von einem vorgeschichtlichen Höhenweg gekreuzt, der von Malberg her kommend ins Neuwieder Becken verlief. |
| Wp 1/11           | „Auf dem Freßhelder“        | Etwas mehr als 50 m abseits des Wallgrabens liegt ein sichtbarer Hügel, der in sich die Fundamente eines Steinturms von 4,30 m Seitenlänge und etwa 75 cm Mauerstärke birgt. Auffällig war das bei diesem Turm nicht konventionell in horizontalen Lagen, sondern schräg in Form des Opus spicatum geschichtete Mauerwerk. Spuren eines älteren Holzturmes von 4,75 × 4,35 m Seitenlänge, der von einem 19 m durchmessenden Graben großzügig umfasst war, konnten unmittelbar südwestlich des Steinturms nachgewiesen werden. Etwa 100 Meter südlich der Turmstelle kreuzt der dort nicht wahrnehmbare Limes den Verlauf einer mittelalterlichen Landwehr, die sich noch deutlich im Gelände abzeichnet. |
| Wp 1/12           | „Beim Weierhof“             | Auf landwirtschaftlicher Nutzfläche, 39 m hinter dem Wallgraben befindlicher, zwischen zwei Baumgruppen erkennbarer und ausgewiesener Schutthügel eines ehemaligen Steinturms von 4,80 × 4,80 m Größe mit 65 bis 75 cm starken Mauern. Auch dieser Turm wies, wie der Wp 1/11, Konstruktionsmerkmale des Opus spicatum auf. Ein weiterer, in der älteren Literatur verzeichneter Steinturm ist abgegangen, ein Holzturm konnte nicht nachgewiesen werden. |
| Wp 1/13           | „Am Rennweg“                | Wahrnehmbare Überreste eines 5,30 × 5,30 m großen, ungefähr 52 m vom Wallgraben entfernten Steinturms mit 90 cm mächtigen Mauern. Ein Holzturm wurde anhand des keramischen Fundmaterials nachgewiesen. |
| Wp 1/13a          |                             | Vermutete, aber archäologisch nicht nachgewiesene Turmstelle. Zwischen dieser und Wp 1/13 befand sich eine Unterbrechung des Limeswalls und des großen Grabens, während der Palisadengraben keinerlei Unterbrechungsmerkmale aufwies. |
| Wp 1/14           | „Am Forsthofweg“            | Schwach im Gelände wahrnehmbare Bodenverformungen durch den Schutthügel eines ehemaligen Steinturms mit einem Grundriss von 4,30 × 4,50 m und einer Mauerstärke von 75 cm. Im Inneren des Turms wurde eine Brandschicht mit Scherben sowie Eisen- und Bronzefragmenten nachgewiesen. Spuren eines Holzturms sind in der Literatur nicht dokumentiert. Der Turm liegt nur gut 20 m von der Nordwestecke des Kleinkastells am Forsthofweg entfernt. |
| KK                | Kleinkastell Am Forsthofweg | siehe Hauptartikel Kleinkastell Am Forsthofweg |

## Denkmalschutz
Das Kleinkastell Rheinbrohl und die erwähnten Bodendenkmale sind als Abschnitt des Obergermanisch-Rätischen Limes seit 2005 Teil des UNESCO-Welterbes. Außerdem sind die Anlagen Kulturdenkmale nach dem Denkmalschutzgesetz des Landes Rheinland-Pfalz (DSchG). Nachforschungen und gezieltes Sammeln von Funden sind genehmigungspflichtig. Zufallsfunde sind an die Denkmalbehörden zu melden.

## Limes-Informations- und Erlebniszentrum Rheinbrohl

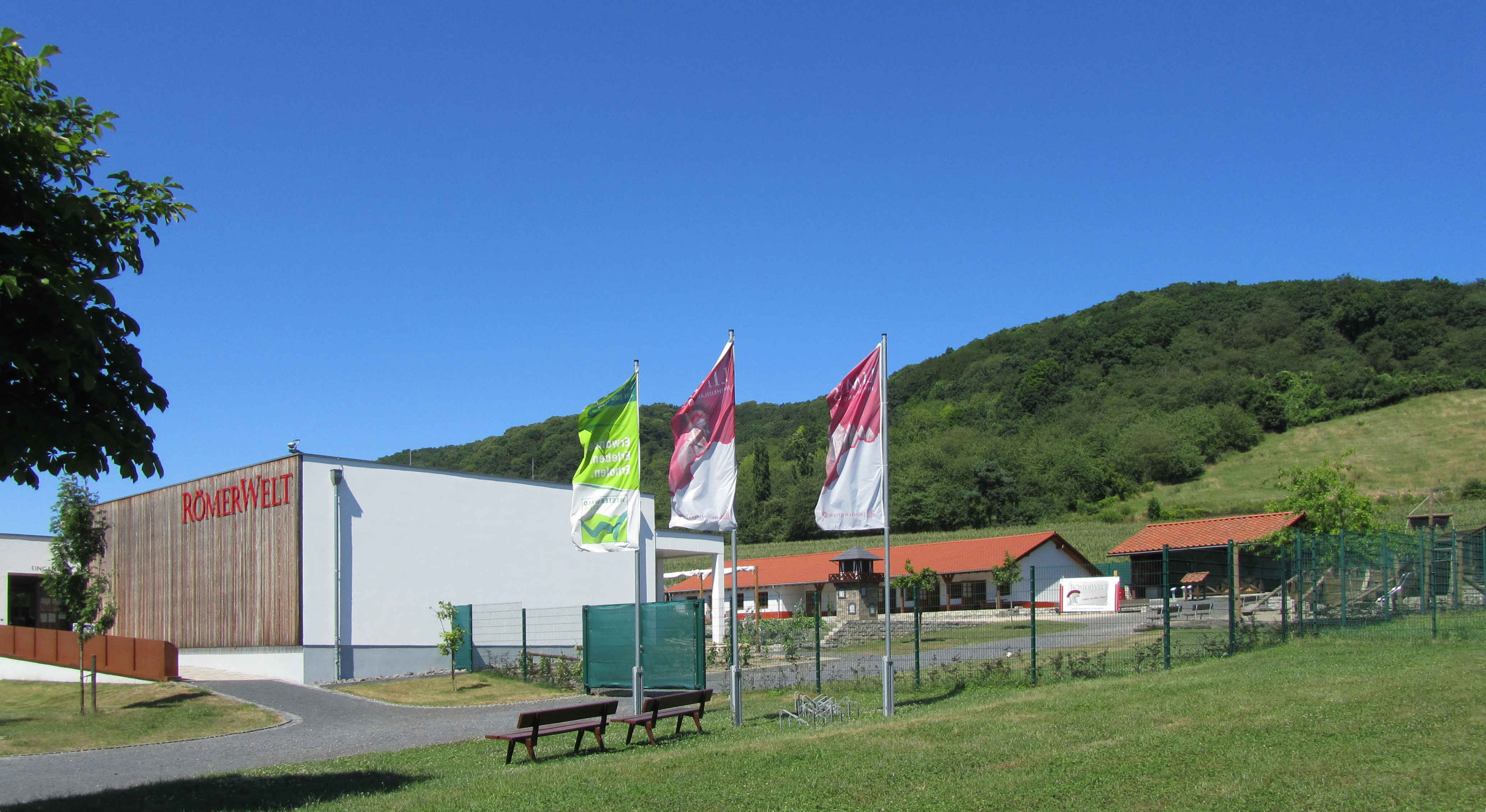
Erlebnismuseum RömerWelt

Im Rheinbrohler Ortsteil Arienheller befindet sich das offizielle Limes-Informationszentrum für das Land Rheinland-Pfalz RömerWelt am Caput Limitis. Das Zentrum wurde Ende 2008 eröffnet. Die Trägerschaft liegt bei der Stiftung „Caput Limitis“, für die inhaltliche Konzeption zeichnet die Generaldirektion Kulturelles Erbe Rheinland-Pfalz verantwortlich. Auf einer Fläche von rund 6.000 m² wird dort versucht, mittels museumspädagogischer Methoden und entsprechender Events die Zeit des römischen Limes plastisch und vor allem familiengerecht zu vermitteln. Neben dem Hauptgebäude gibt es einen weitläufigen Außenbereich mit Rekonstruktionen römischer Baumaschinen und Werkstätten sowie eines Contuberniums und eines Backhauses. Abgeschlossen wird das Gelände von einer etwa 50 Meter langen Nachbildung des Limes.